# 1-deceen
Deceen is een alkeen met formule C10H20. Het is dus een keten van tien koolstofatomen met een dubbele binding.
Er bestaan veel isomeren van al naargelang de plaats van de dubbele binding en de vertakkingen van de molecule. Enkel 1-deceen, dus met de dubbele binding op plaats 1 is industrieel van belang. Het is een alfa-alkeen en dient als monomeer in copolymeren en dient voor productie van epoxides, amines, oxo alcoholen, synthetische smeermiddelen, synthetische vetzuren en gealkyleerde aromatische koolwaterstoffen.
Productie van 1-deceen gebeurt ofwel door oligomerisatie van ethyleen ofwel met een Ziegler-Natta-katalysator ofwel door Fluid catalytic cracking van residu's van de petrochemie.
1-Deceen is ook aangetoond in de bladeren en de wortels van de plant Farfugium japonicum en is ook gevonden als een afvalproduct bij de vertering van n-decaan door micro-organismen.
Etheen · Propeen · Buteen · Penteen · Hexeen · Hepteen · Octeen · Noneen · Deceen